# 米特基
48°58′35″N 27°45′8″E / 48.97639°N 27.75222°E
米特基（烏克蘭語：Митки），是烏克蘭的村落，位於該國西南部文尼察州，由日梅林卡區負責管轄，處於涅米亞河畔，始建於1918年，面積2.43平方公里，海拔高度318米，2001年人口785。